# Berlin: A Concert for the People
Berlin: A Concert for the People è un album live della band rock britannica Barclay James Harvest, pubblicato nel 1982.

## Formazione
- John Lees / voce, chitarra
- Les Holroyd / voce, basso, chitarra
- Mel Pritchard / batteria
- Colin Browne / tastiera
- Kevin McAlea / tastiera

## Tracce
1. Berlin – 5:37
2. Loving Is Easy – 4:29
3. Mockingbird – 7:25
4. Sip Of Wine – 4:38
5. Nova Lepidoptera – 6:01
6. In Memory Of The Martyrs – 7:44
7. Life Is For Living – 3:58
8. Child Of The Universe – 5:39
9. Hymn – 5:27